# Will Fuller
William Vincent „Will“ Fuller V (geboren am 16. April 1994 in Philadelphia, Pennsylvania) ist ein ehemaliger US-amerikanischer American-Football-Spieler auf der Position des Wide Receivers. Er spielte College Football für die University of Notre Dame. Im NFL Draft 2016 wurde Fuller in der ersten Runde von den Houston Texans ausgewählt. Zuletzt spielte er für die Miami Dolphins.

## College
Fuller besuchte die Roman Catholic High School in seiner Heimatstadt Philadelphia, Pennsylvania, und ging anschließend auf die University of Notre Dame, wo er von 2013 bis 2015 für die Fighting Irish spielte. In seinem zweiten Jahr fing er 76 Pässe für 1094 Yards und 15 Touchdowns, womit er den Rekord für die meisten gefangenen Touchdownpässe eines Spielers seines Colleges in einer Saison egalisierte. In der Saison 2015 konnte er mit 1145 Receiving Yards und 13 Touchdowns seine Vorjahresleistung bestätigen. Am 3. Januar 2016 gab Fuller bekannt, sich für den NFL Draft anzumelden. Er beendete seine College-Karriere mit 144 gefangenen Pässen, mit denen er 2512 Yards Raumgewinn und 30 Touchdowns erzielte.

## NFL
Beim NFL Combine lief Fuller mit 4,32 Sekunden den schnellsten 40 Yard Dash eines Spielers seiner Position. Im NFL Draft 2016 wurde Fuller in der ersten Runde an 21. Stelle von den Houston Texans ausgewählt. Damit war er nach Corey Coleman von Baylor, der als sechzehnter Spieler von den Cleveland Browns gewählt wurde, der zweite Wide Receiver des Drafts. Bei den Texans war Fuller als Nummer-2-Receiver neben DeAndre Hopkins eingeplant.
Am 11. September 2016 gab Fuller sein NFL-Debüt am 1. Spieltag gegen die Chicago Bears. Obwohl er einen Pass für 83 Yards Raumgewinn und einen Touchdown fallen ließ, verlief das Spiel für Fuller erfolgreich. Er fing fünf Pässe von Brock Osweiler für 107 Yards und erzielte im vierten Viertel den letztlich spielentscheidenden Touchdown zum 23:14-Sieg. Auch am 2. Spieltag fing Fuller Pässe für über 100 Yards, gegen die Kansas City Chiefs verbuchte er 104 Receiving Yards. Im weiteren Saisonverlauf konnte Fuller diese Leistung allerdings nicht aufrechterhalten, er beendete die Regular Season mit 47 gefangenen Pässen für 635 Yards und zwei Touchdowns. Ihm unterliefen mehrere Drops, unter anderem bei der Niederlage in den Play-offs gegen die New England Patriots, als die Texans in Rückstand geraten waren.
In den folgenden beiden Saisons verpasste Fuller verletzungsbedingt mehrere Spiele. 2017 fiel er für sechs Spiele aus, 2018 beendete ein Kreuzbandriss am 8. Spieltag seine Saison vorzeitig. Vor der Saison 2019 zogen die Texans Fullers Vertragsoption auf ein fünftes Jahr. Auch in der Spielzeit 2019 wurde Fuller von einer Verletzung ausgebremst, wegen einer Oberschenkelverletzung musste er vier Spiele lang pausieren. Dennoch war Fuller ein bedeutender Faktor in der Offense des Franchise aus Houston, die ohne Fuller statistisch wesentlich schwächere Zahlen auflegte. Fuller kam 2019 auf 49 Catches für 670 Yards.
Vor der Saison 2020 gaben die Texans ihren Nummer-eins-Receiver Hopkins per Trade an die Arizona Cardinals ab, wodurch Fullers Rolle in der Offense von Houston größer wurde. Ende November 2020 wurde Fuller wegen des Gebrauches unerlaubter leistungssteigernder Mittel für sechs Spiele gesperrt und verpasste damit den Rest der Regular Season. In elf Spielen kam er auf 879 Receiving Yards und fing acht Touchdownpässe.
Im März 2021 unterschrieb Fuller einen Einjahresvertrag bei den Miami Dolphins im Wert von über 10 Millionen Dollar. Fuller kam für Miami lediglich in zwei Spielen zum Einsatz, in denen er vier Pässe für 26 Yards fing. Am vierten Spieltag zog er sich eine Fingerverletzung zu, wegen der er für den Rest der Saison ausfiel.

## NFL-Statistiken
| Saison                             | Team           | Spiele | Spiele | Receiving | Receiving | Receiving | Receiving | Receiving | Rushing | Rushing | Rushing | Rushing | Rushing | Returning | Returning | Returning | Returning | Returning | Fumbles | Fumbles |
| Saison                             | Team           | GP     | GS     | Rec       | Yds       | Avg       | Lng       | TD        | Att     | Yds     | Avg     | Lng     | TD      | Ret       | Yds       | Avg       | Long      | TD        | Fum     | Lost    |
| ---------------------------------- | -------------- | ------ | ------ | --------- | --------- | --------- | --------- | --------- | ------- | ------- | ------- | ------- | ------- | --------- | --------- | --------- | --------- | --------- | ------- | ------- |
| 2016                               | Houston Texans | 14     | 13     | 47        | 635       | 13,5      | 53        | 2         | 1       | −3      | −3,0    | −3      | 0       | 13        | 196       | 15,1      | 67        | 1         | 2       | 0       |
| 2017                               | Houston Texans | 10     | 10     | 28        | 423       | 15,1      | 59        | 7         | 2       | 9       | 4,5     | 5       | 0       | 9         | 135       | 15,0      | 49        | 0         | 0       | 0       |
| 2018                               | Houston Texans | 7      | 7      | 32        | 503       | 15,7      | 73        | 4         | 0       | 0       | 0       | 0       | 0       | 0         | 0         | 0         | 0         | 0         | 0       | 0       |
| 2019                               | Houston Texans | 11     | 11     | 49        | 670       | 13,7      | 54        | 3         | 0       | 0       | 0       | 0       | 0       | 0         | 0         | 0         | 0         | 0         | 1       | 0       |
| 2020                               | Houston Texans | 11     | 11     | 53        | 879       | 16,6      | 77        | 8         | 1       | 0       | 0,0     | 0       | 0       | 1         | 1         | 1,0       | 1         | 0         | 0       | 0       |
| 2021                               | Miami Dolphins | 2      | 0      | 4         | 26        | 6,5       | 10        | 0         | 0       | 0       | 0,0     | 0       | 0       | 0         | 0         | 0,0       | 0         | 0         | 0       | 0       |
| Total                              | Total          | 55     | 52     | 213       | 3136      | 14,7      | 77        | 24        | 4       | 6       | 1,5     | 5       | 0       | 23        | 332       | 14,4      | 67        | 1         | 3       | 0       |
| Quelle: pro-football-reference.com |                |        |        |           |           |           |           |           |         |         |         |         |         |           |           |           |           |           |         |         |